# Paris rugosa
Paris rugosa är en nysrotsväxtart som beskrevs av Hen Li och Kurita. Paris rugosa ingår i släktet ormbärssläktet, och familjen nysrotsväxter. Inga underarter finns listade.